# Lockout (film)
Lockout – film fantastycznonaukowy z roku 2012 w reżyserii Jamesa Mathera oraz Stephena Saint Leger. Zdjęcia do filmu powstawały Belgradzie od września 2010. Produkcja miała miejsce w Dublinie. Film miał mieć w Polsce premierę 3 sierpnia 2012 roku, jednak dystrybutor się wycofał i wydał na nośnikach DVD i Blu-Ray.

## Opis fabuły
W roku 2079 córka prezydenta USA Warnocka jako szefowa fundacji dobroczynnej odbywa podróż do orbitalnego więzienia MS One, w którym przetrzymywanych jest 500 niebezpiecznych więźniów. Sytuacja wymyka się spod kontroli i wybucha bunt więźniów pod wodzą Alexa i jego psychopatycznego brata Hydella, którzy biorą zakładników. Nie wiedzą jeszcze, że wśród nich jest córka prezydenta. Jest tylko jeden człowiek, który może ją uratować: agent Snow.

## Obsada
- Guy Pearce jako Snow
- Maggie Grace jako Emilie Warnock
- Peter Stormare jako Scott Langral
- Lennie James jako Harry Shaw
- Vincent Regan jako Alex
- Joseph Gilgun jako Hydell
- Peter Hudson jako Prezydent Warnock
- Mark Tankersley jako Barnes
- Tim Plester jako Mace
- Anne-Solenne jako Hatte Kathryn
- Nick Hardin jako Negocjator